# Jack Rice
Jack Rice (geboren am 14. Mai 1893 in Grand Rapids, Michigan, USA; gestorben am 14. Dezember 1968 in Los Angeles, Kalifornien, USA) war ein US-amerikanischer Schauspieler.

## Leben und Werk
Jack Rice (eigentlich Jack Clifford Rice) war als Theater- und Filmschauspieler aktiv. Seine Filmkarriere begann Anfang der 1930er Jahre. Er war in kleineren Rollen in Filmen wie Morgenrot des Ruhms, Bühneneingang, Mr. Smith geht nach Washington, Der Auslandskorrespondent, Die besten Jahre unseres Lebens oder Ein Hauch von Nerz zu sehen. Einen gewissen Bekanntheitsgrad erzielte er in seinen Auftritten in elf Filmen der Blondiereihe, in zehn davon als Dagwoods Rivale Ollie. Erfolgreicher war er in Kurzfilmen. Besonders gut besetzt war er in der Rolle des faulen und „nutzlosen“ Brother in vielen der 103 Filme der Kurzfilmreihe von RKO, die zumeist nach Edgar Kennedy, der die Hauptrolle spielte, benannt wurde. Zumindest am Anfang war sie auch unter dem Namen The Average Man bekannt. Rice übernahm die Rolle von William Eugene im zwanzigsten Film der Serie. In dem Kurzfilm The Photographer aus dem Jahr 1938 spielte er die Hauptrolle. Gegen Ende seiner Karriere trat er auch als Gast in Fernsehserien wie I Love Lucy oder Bonanza auf. Sein letzter Film war 1963 Der Pauker kann’s nicht lassen.
Jack Rice verstarb Ende 1968 an den Folgen von Krebs. Er wurde auf dem Valhalla Memorial Park in North Hollywood begraben.

## Filmografie (Auswahl)
Kurzfilme aus der Serie mit Edgar Kennedy sind mit einem * gekennzeichnet.
- 1933: Morgenrot des Ruhms (Morning Glory)
- 1933: Flying Down to Rio
- 1934: Millionäre bevorzugt (The Girl from Missouri)
- 1934: A Blasted Event (Kurzfilm*)
- 1934: Poisoned Ivory (Kurzfilm*)
- 1935: Brick-a-Brac (Kurzfilm*)
- 1935: South Seasickness (Kurzfilm*)
- 1935: Break of Hearts
- 1935: Sock Me to Sleep (Kurzfilm*)
- 1935: Edgar Hamlet (Kurzfilm*)
- 1935: A Quiet Fourth (Kurzfilm)
- 1935: In Love at 40 (Kurzfilm*)
- 1935: Happy Tho’ Married (Kurzfilm*)
- 1935: Annie Oakley
- 1935: Der Polizeibericht meldet … (Woman Wanted)
- 1936: Gasoloons (Kurzfilm*)
- 1936: Will Power (Kurzfilm*)
- 1936: A Wedtime Story (Kurzfilm)
- 1936: High Beer Pressure (Kurzfilm*)
- 1936: Rhythm on the Range
- 1936: Dummy Ache (Kurzfilm*)
- 1936: Swing Time
- 1936: Der Pflug und die Sterne (The Plough and the Stars)
- 1937: Tanz mit mir (Shall We Dance)
- 1937: Mein Leben in Luxus (Easy Living)
- 1937: Bühneneingang (Stage Door)
- 1938: I Met My Love Again
- 1938: Ears of Experience (Kurzfilm)
- 1938: The Photographer (Kurzfilm)
- 1938: Sorgenfrei durch Dr. Flagg – Carefree (Carefree)
- 1939: Mr. Smith geht nach Washington (Mr. Smith Goes to Washington)
- 1939: Blondie Brings Up Baby
- 1939: Money to Burn
- 1940: Slightly at Sea (Kurzfilm*)
- 1940: Die Dame ist der Gatte (Turnabout)
- 1940: The Lady in Question
- 1940: Der Auslandskorrespondent (Foreign Correspondent)
- 1941: Westward Ho-Hum (Kurzfilm*)
- 1941: Reich wirst du nie (You’ll Never Get Rich)
- 1941: I’ll Fix It (Kurzfilm*)
- 1941: Niagara Falls
- 1941: A Quiet Fourth (Kurzfilm*)
- 1942: Heart Burn (Kurzfilm*)
- 1942: Inferior Decorator (Kurzfilm*)
- 1942: Liebling, zum Diktat (Take a Letter, Darling)
- 1942: Cooks and Crooks (Kurzfilm*)
- 1942: Two for the Money (Kurzfilm*)
- 1942: Rough on Rents (Kurzfilm*)
- 1942: Duck Soup (Kurzfilm*)
- 1943: Hold Your Temper (Kurzfilm*)
- 1943: Indian Signs (Kurzfilm*)
- 1943: Hot Foot (Kurzfilm*)
- 1943: So This Is Washington
- 1943: Not on My Account (Kurzfilm*)
- 1943: Unlucky Dog (Kurzfilm*)
- 1944: Prunes and Politics (Kurzfilm*)
- 1944: Es tanzt die Göttin (Cover Girl)
- 1944: Radio Rampage (Kurzfilm*)
- 1944: Belita tanzt (Lady, Let’s Dance)
- 1944: The Kitchen Cynic (Kurzfilm*)
- 1944: The Merry Monahans
- 1944: Goin’ to Town
- 1944: Feather Your Nest (Kurzfilm*)
- 1945: Under Western Skies
- 1945: Leave It to Blondie
- 1945: Sleepless Tuesday (Kurzfilm*)
- 1945: Eve Knew Her Apples
- 1945: What, No Cigarettes? (Kurzfilm*)
- 1945: It’s Your Move (Kurzfilm*)
- 1945: You Drive Me Crazy (Kurzfilm*)
- 1945: The Big Beef (Kurzfilm*)
- 1945: Mother-In-Law’s Day (Kurzfilm*)
- 1945: Life With Blondie
- 1946: Ich sing’ mich in dein Herz hinein (Because of Him)
- 1946: Trouble or Nothing (Kurzfilm*)
- 1946: Blondie’s Lucky Day
- 1946: Die Ausreißerin (The Runaround)
- 1946: Wall Street Blues (Kurzfilm*)
- 1946: Motor Maniacs (Kurzfilm*)
- 1946: Noisy Neighbors (Kurzfilm*)
- 1946: Blondie Knows Best
- 1946: I’ll Build It Myself (Kurzfilm*)
- 1946: Die besten Jahre unseres Lebens (The Best Years of Our Lives)
- 1946: Social Terrors (Kurzfilm*)
- 1947: Blondie’s Big Moment
- 1947: Do or Diet (Kurzfilm*)
- 1947: Blondie’s Holiday
- 1947: Heading for Trouble (Kurzfilm*)
- 1947: Dark Delusion
- 1947: Der Windhund und die Lady (The Hucksters)
- 1947: Host to a Ghost (Kurzfilm*)
- 1947: Television Turmoil (Kurzfilm*)
- 1947: Liebe in Fesseln (Cass Timberlane)
- 1947: Mind Over Mouse (Kurzfilm*)
- 1947: Blondie’s Anniversary
- 1948: Brother Knows Best (Kurzfilm*)
- 1948: No More Relatives (Kurzfilm*)
- 1948: Die Rückkehr des Whistler (The Return of the Whistler)
- 1948: How to Clean House (Kurzfilm*)
- 1948: Blondie’s Reward
- 1948: Dig That Gold (Kurzfilm*)
- 1948: Home Canning (Kurzfilm*)
- 1948: Contest Crazy (Kurzfilm*)
- 1948: Blondie’s Secret
- 1949: Blondie’s Big Deal
- 1949: Spiel zu dritt (Take Me Out to the Ball Game)
- 1949: Tänzer vom Broadway (The Barkleys of Broadway)
- 1950: Beware of Blondie
- 1952: Der Brigant (The Brigand)
- 1952: Liebe, Pauken und Trompeten (Stars and Stripes Forever)
- 1956: Menschenraub (Ransom!)
- 1956: Crashing Las Vegas
- 1956: I Love Lucy (Fernsehserie, Folge 6x03)
- 1959: Dezernat M (M Squad, Fernsehserie, Folge 2x30)
- 1961: Bonanza (Fernsehserie, Folge 2x33)
- 1962: Ein Hauch von Nerz (That Touch of Mink)
- 1963: Der Pauker kann’s nicht lassen (Son of Flubber)